# Шоу МетодМена і РедМена
Шоу МетодМена і РедМена (англ. Method & Red) — американський телесеріал, що виходив на телеканалі FOX з 16 червня по 15 вересня 2004 року.

## Сценарій
Два багатих репери, Method Man і Redman, приїжджають жити в Нью-Джерсі, де намагаються різними способами налагодити з сусідами відносини, які б не шкодили їх вечіркам і способу життя.

## В ролях
- Method Man — самого себе
- Redman — самого себе
- Анна-Марія Горсфорд — Доротея Сміт
- Бет Літтлфорд — Ненсі Блефорд
- Девід Генрі — Скайлер Блефорд
- Ламард Тейт — Ліл Біт
- Пітер Джекобсон — Білл Блефорд

## Епізоди
Всього було знято тринадцять серій, але телеканал FOX зняв серіал з ефіру після дев'ятої серії через низький рейтинг.
| Серія # | Назва                           | Режисери                    | Автор                         | Дата виходу     | Виробничий код |
| --- | ------------------------------- | --------------------------- | ----------------------------- | --------------- | -------------- |
| 1 | «Pilot»                         | Джефф Мелман & Лев Л. Спіро | Method Man і Келл Кегун       | 16 червня 2004  | 11-04-178      |
| Хіп-хоп співаки Method Man і Redman разом з матір'ю МетеодМена Доротеєю перебираються до білого передмістя Нью-Джерсі. При цьому пара порушує правила проживання в районі і їм загрожує виселення. Репери намагаються використовувати свою доброту (і кекси), щоб здобути прихильність своїх нових сусідів.                                           |                                 |                             |                               |                 |                |
| 2 | «The Article»                   | Лев Л. Спіро                | Картер Бейс і Крейг Томас     | 23 червня 2004  | MAR-102        |
| До реперів в будинок приходить редактор журналу Кейт Дебітем (Дейл Годболдо), через що пара змушена викручуватись, щоб отримати хорошу статтю. Це призводить до того, що Доротею було представлено як покоївку, а сусідському хлопчику Скайлеру сказали, що вони не можуть з'явитися на його дні народженні, тому що вони хворі.                      |                                 |                             |                               |                 |                |
| 3 | «Well Well Well»                | Пітер Лоєр                  | Філ Лорд і Крістофер Міллер   | 30 червня 2004  | MAR-103        |
| Доротея святкує 25 річницю своєї роботи, на честь чого Redman обіцяє, що на її святі заспіває улюблена співачка Доротеї Чака Хан, але вона відмовляється і Ред запрошує Кенні Логгінса, якого ненавидить Method Man, але обожнює сусідка Ненсі. В цей же час в будинку зникає енергія і Method Man змушений домовлятись з Ненсі щодо його поновлення. |                                 |                             |                               |                 |                |
| 4 | «One Tree Hill»                 | Tamra Davis                 | Джош Байсел і Джонатан Фенер  | 7 липня 2004    | MAR-105        |
| Method і Red здобувають вплив, після того як стають співголовами асоціації району. |                                 |                             |                               |                 |                |
| 5 | «Dogs»                          | Майкл Лендж                 | Іра Унгерлідер                | 14 липня 2004   | MAR-106        |
| Method and Red прагнуть збудувати спортивну арену в районі швидше баскетболіста НБА Яо Міна, для цього РедМен намагається спокусити привабливого інвестора (Кармен Електра). А Доротея змушує Мета поговорити з Скайлером, після того як на хлопчика вплинув один з його кліпів.                                                                      |                                 |                             |                               |                 |                |
| 6 | «Kill Bill Vol. 3»              | Майкл Спіллер               | Том Сондерс                   | 21 липня 2004   | MAR-107        |
| Method і Red мають провести в себе Міс Гетто США, але для цього їм необхідний балкон Блефордів, який вони і намагаються отримати у сусідів. |                                 |                             |                               |                 |                |
| 7 | «Something About Brenda»        | Майкл Спіллер               | Тері Шафер і Райнелл Свіллінг | 28 липня 2004   | MAR-104        |
| Method Man починає зустрічатись з вродливою співробітницею Білла (Еліс Ніл), але Red і Доротея намагаються зробити все, щоб знищити цей роман. |                                 |                             |                               |                 |                |
| 8 | «Neighborhood Watch»            | Віктор Неллі мол.           | Кларенс Лівінгсторн           | 8 вересня 2004  | MAR-111        |
| В районі стається низка квартирних крадіжок і Ненсі створює сусідський дозор і починає патрулювати вулиці з МетодМеном. Залежність РедМена від відеоігор послаблює його зір, а друзі реперів запрошують в їх дім бродячий цирк. |                                 |                             |                               |                 |                |
| 9 | «Chu Chu's Redemption»          | Денніс Даген                | Райнелл Свіллінг              | 15 вересня 2004 | MAR-110        |
| Method і Red намагаються залишити їхнього старого друга у в'язниці, дізнавшись що його подруга вагітна і працює в сприп-клубі. Між тим, вони прагнуть уникати допомагати Скайлеру побудувати автомобіль для перегонів на картах. |                                 |                             |                               |                 |                |
| 10 | «Da Shootout»                   | Буде визначено              | Буде визначено                | Не вийшла       | MAR-108        |
| 11 | «How Momma Got Her Groove Back» | Буде визначено              | Буде визначено                | Не вийшла       | MAR-109        |
| 12 | «A House Apart»                 | Буде визначено              | Буде визначено                | Не вийшла       | MAR-112        |
| 13 | «Methodome»                     | Буде визначено              | Буде визначено                | Не вийшла       | MAR-113        |